# 김덕란 의병장 창의록
김덕란 의병장 창의록은 대한민국 전라남도 강진군 강진읍에 있다. 2010년 3월 3일 강진군의 향토문화유산 제33호로 지정되었다.

## 개요
정유재란으로 국가가 혼란에 빠졌을 때 의병에 함께 참여하였던 '서희서'가 1599년(선조32년) 김덕란 의병장의 활동내용을 기록한 서책이다. 정유재란 때 의병을 일으켜 성전면 밤재 등 의병활동내용이 기록되어 있는 창의록으로서 난에 같이 참여했던 서희서가 작성하여 보존가치가 크다.